# Tifni
Tifni (en àrab تفني, Tifnī; en amazic ⵜⵉⴼⵏⵉ) és una comuna rural de la província d'Azilal, a la regió de Béni Mellal-Khénifra, al Marroc. Segons el cens de 2014 tenia una població total de 11.760 persones.